# Exota

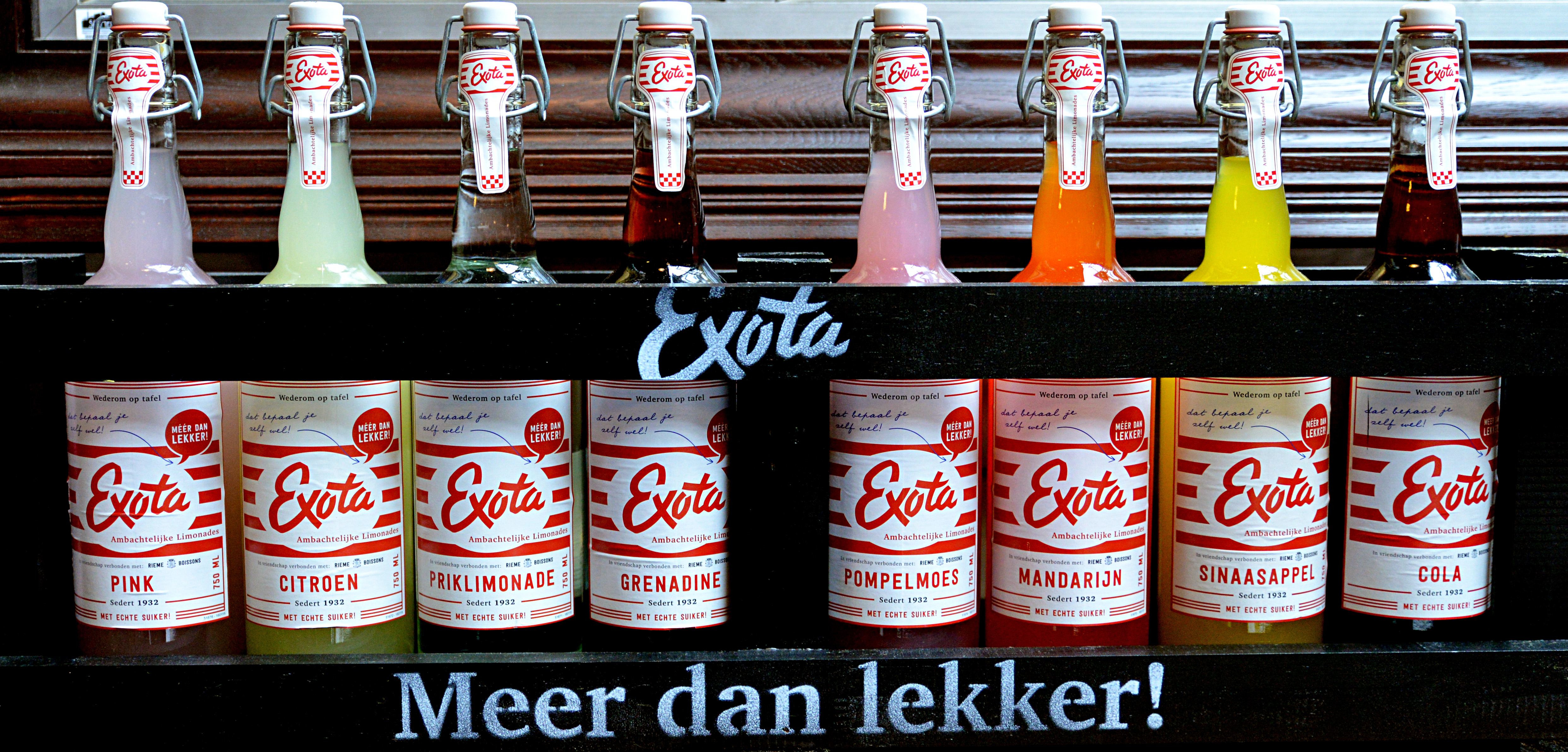
Acht verschillende smaken Exota

Exota is een felkleurige frisdrank uit de jaren vijftig. Exota werd beheerd door de familie Van Tuijn en de fabriek stond in Dongen. Exota was verkrijgbaar in onder andere de kleuren rood (frambozen), groen (grenadine), bruin (champagnepils), geel (citroen) en wit (cider).

## Geschiedenis van Exota

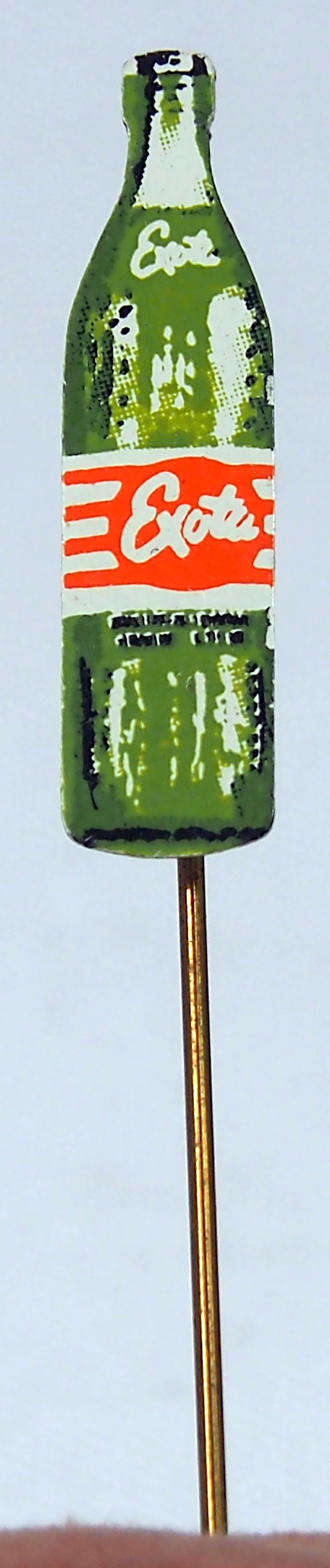
Exota reclamespeldje

In 1923 werd bierbrouwerij De Kroon overgenomen door een andere bierbrouwerij. De eigenaar van de bierbrouwerij, de familie Van Tuijn, zette het bedrijf voort als limonadegazeusefabriek onder de merknaam Exota. Na de Tweede Wereldoorlog kreeg de fabriek ook het recht om de colaflessen te bottelen. De Commanditaire Vennootschap De Kroon v/h H.J.C. van Tuijn werd omgezet in Van Tuijn's Limonadefabrieken en Distilleerderijen N.V.. Vanaf 1948 werd Exota ook verkocht in gezinsflessen. In de flessen kon 75 cl Exota en er zat een beugelsluiting op. In de jaren '50 werd het Dongense bedrijf marktleider op het gebied van limonadegazeuses in Nederland. In 1967 werden de beugelflessen vervangen door flessen met een metalen schroefdop. Het marktsegment van de limonadegazeuses was toen al aan het afnemen, omdat coladranken en lemon-lime dranken steeds populairder werden. In 1973 ging het bedrijf failliet, mede door toedoen van de Exota-affaire.

## Exota-affaire
In 1969 werd bij de VARA het eerste consumentenprogramma op de Nederlandse televisie uitgezonden. Presentator Marcel van Dam kwam op voor de consumenten. Toen hij hoorde dat er verschillende mensen gewond zouden zijn geraakt door scherven van exploderende flessen, ging hij op onderzoek. Op 30 oktober 1970 kwam er een aflevering over op tv. Op 11 december 1970 en later op 8 januari 1971 werd het verhaal vervolgd. In de aflevering van 8 januari 1971, was te zien dat er een fles kapotknalde.
De VARA had aan het TNO gevraagd om een kogel door een sherryfles te schieten. In vertraagde snelheid was dat duidelijk te zien. Binnen een jaar tijd ging de verkoop van Exota terug met 57%.
Er werd door Exota een rechtszaak begonnen. De rechtszaak zou gaan lopen tot in 2007. De rechtszaak is uiteindelijk gewonnen door Exota, dat werd al op 13 augustus 1997 besloten. Er was wel onenigheid in de familie over de verdeling van het geld, dus er werd nog niks uitgekeerd. Inmiddels is het geld wel uitgekeerd aan de familie. Tot 2007 liepen er nog kleinere rechtszaken, over onder andere grondbezit van de fabrieken. Het grondbezit is nu nog deels in handen van de familie Van Tuijn.

## Herintroductie Exota
In maart 2015 is Exota door drie ondernemers uit Veghel opnieuw op de markt gebracht. De limonade wordt geproduceerd in een kleine fabriek in Morteau (Frankrijk). De limonade is in acht smaken verkrijgbaar.

## Spoetnik
Een populaire gemixte variant van de Exota gazeuse was de spoetnik, vernoemd naar de gelijknamige sovietsatelliet, bestaande uit een theelepel suiker en een scheutje koffiemelk, waarop gazeuse werd geschonken, waarna het geheel sterk ging schuimen. De spoetnik was populair bij kinderen in de jaren zestig van de twintigste eeuw.

## Trivia
In 1983 werd in de Hartenstraat in Amsterdam een modewinkel geopend onder de naam Exota.Voor de naam Exota werd dezelfde belettering gebruikt als op de Exota-flessen. 
Later werd de naam van deze modewinkel veranderd in King Louie.